# CONTOUR
A sonda CONTOUR ou Comet Nucleus Tour era uma missão não-tripulada da NASA, lançada em 3 de Julho de 2002, por um foguete Delta II modelo 7425, que tinha por objetivo a exploração de dois cometas, com a possibilidade de explorar um terceiro cometa. 
Os dois cometas que seriam visitados eram o Encke e o Schwassmann-Wachmann 3, e o terceiro cometa seria o d'Arrest.  Mas perdeu-se contato com a sonda em 15 de Agosto, seis semanas após o seu lançamento e a missão foi posteriormente considerada perdida.
A missão CONTOUR era gerenciada pela NASA através do Johns Hopkins University Applied Physics Laboratory, da cidade de Laurel, no estado de Maryland, Estados Unidos.
Depois de uma extensiva investigação, foram identificadas quatro prováveis causas para a falha da sonda, mas se chegou a conclusão que era mais provável que o problema se deveu uma falha estrutural na sonda devido ao aquecimento da nave quando do acionamento de seu foguete de propelente sólido, para pôr a sonda em uma outra órbita a fim de alcançar o cometa Encke.

## A missão
A missão CONTOUR tinha por finalidade fazer o encontro com dois diferentes cometas, a fim de pesquisá-los. Eram os cometas Encke e o Schwassmann-Wachmann-3, que fazem visitas periódicas no interior do Sistema Solar.
Para cada cometa se esperava que a sonda chegasse a uns 100 km de distância para tirar fotos de alta resolução e para realizar análises detalhadas do gás e da poeira do cometa das regiões próximas ao seu núcleo, bem como determinar com precisão a órbita dos cometas. 

## A sonda

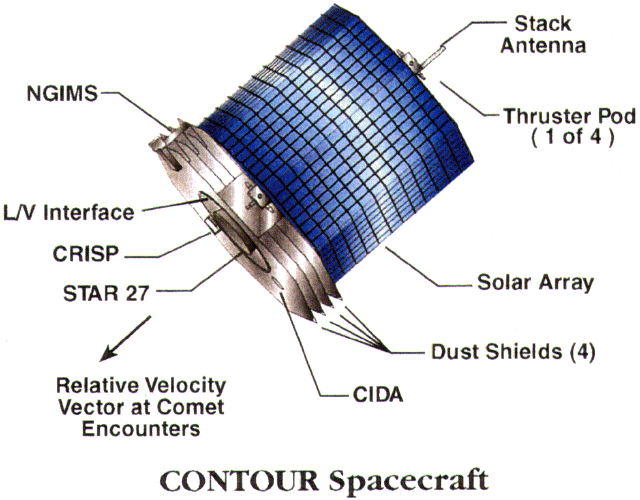
Diagrama esquemático da sonda

A sonda CONTOUR tinha uma massa total 775 kg, incluindo 70 kg de hidrazina e o motor de propelente sólido Star 27 possuía uma massa de 377 kg. A energia era fornecida por painéis solares montados ao longo do corpo da sonda, que podiam operar entre 0,75 e 1,5 UA do Sol. 
A sonda era constituída por uma estrutura de alumínio octogonal, coberto de células solares. A sonda era envolvida por mantos de proteção contra o impacto da poeira dos cometas. Formado por múltiplas camadas de Nextel com Kevlar protegendo toda a sonda, exceto no tubo de descarga do sistema de empuxo da sonda. 
A sonda era estabilizada em três eixos. As comunicações principais eram feitas através de uma antena de alto-ganho, fixa de 0,45 cm de diâmetro. 
A sonda CONTOUR transportava 4 instrumentos científicos primários, que eram:
- Contour Remote Imager/Spectrograph (CRISP),
- Contour Aft Imager (CAI),
- Dust Analyzer (CIDA),
- Neutral Gas Ion Mass Spectrometer (NGIMS).

## Trajetória
Depois que a sonda tivesse sido colocada em sua órbita final, em 15 de Agosto de 2002, ela entraria em modo de hibernação por nove meses, sendo reativada assim que se aproxima-se do cometa. A sonda estaria em uma trajetória que lhe permitiria encontrar com o cometa Encke, em Novembro de 2003.
Posteriormente a sonda efetuaria três assistências gravitacionais com a Terra, para que pudesse se encontrar com o cometa Schwassmann-Wachmann 3, em Junho de 2006. 
Mais duas assistências gravitacionais seriam efetuadas para que a sonda, agora pudesse interceptar o provável cometa d’Arrest, na parte de sua missão estendida, pois a  existência deste cometa ainda não havia sido confirmada. Todos os cometas eram de período curto e suas trajetórias passariam próximos da órbita da Terra.

## Perda de contato
Em 16 de Agosto de 2002, observações feitas da Terra identificaram o que pareciam ser três objetos com trajetórias levemente divergentes, próximos a onde se era esperado avistar a sonda CONTOUR.
Tentativas de contato foram feitas até 20 de Dezembro, quando a NASA e a Johns Hopkins University, que gerenciava as pesquisas, consideraram que a sonda estava perdida.
Listagem das possíveis causas da falha da sonda.
Causa mais provável:
- Superaquecimento do tubo de descarga do foguete de propelente sólido.

Causas alternativas:
- Falha catastrófica do foguete de propelente sólido.
- Colisão com algum destroço ou com um meteorito.
- Perda do controle dinâmico da sonda.